# Тамон

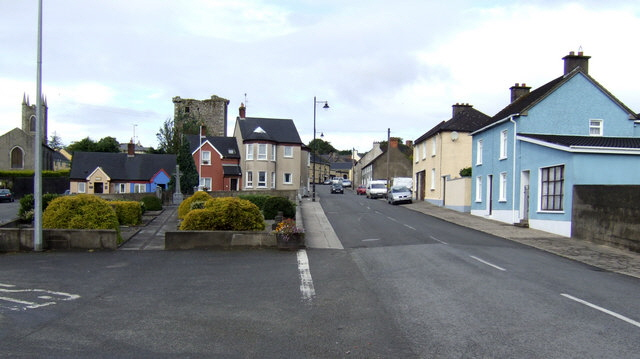

Тамон (Тахмон; англ. Taghmon; ирл. Teach Munna, «дом Муна») — деревня в Ирландии, находится в графстве Уэксфорд (провинция Ленстер) у трассы R738.
Согласно историческим записям, поселение существует здесь, вероятно, ещё с 595 года. Чифтайн Димма Мак Аеда Кройн (Dímma mac Áeda Croin) отдал эти земли в 597 году святому Финтану Ману, а сам позже стал монахом и был похоронен среди прочих монахамов в монастыре.

## Демография
Население — 674 человека (по переписи 2006 года). В 2002 году население составляло 625 человек.
Данные переписи 2006 года:
| Общие демографические показатели |               |                               |                               |      |      |
| Всё население                    | Всё население | Изменения населения 2002—2006 | Изменения населения 2002—2006 | 2006 | 2006 |
| 2002                             | 2006          | чел.                          | %                             | муж. | жен. |
| 625                              | 674           | 49                            | 7,8                           | 336  | 338  |